# Répertoire du hautbois

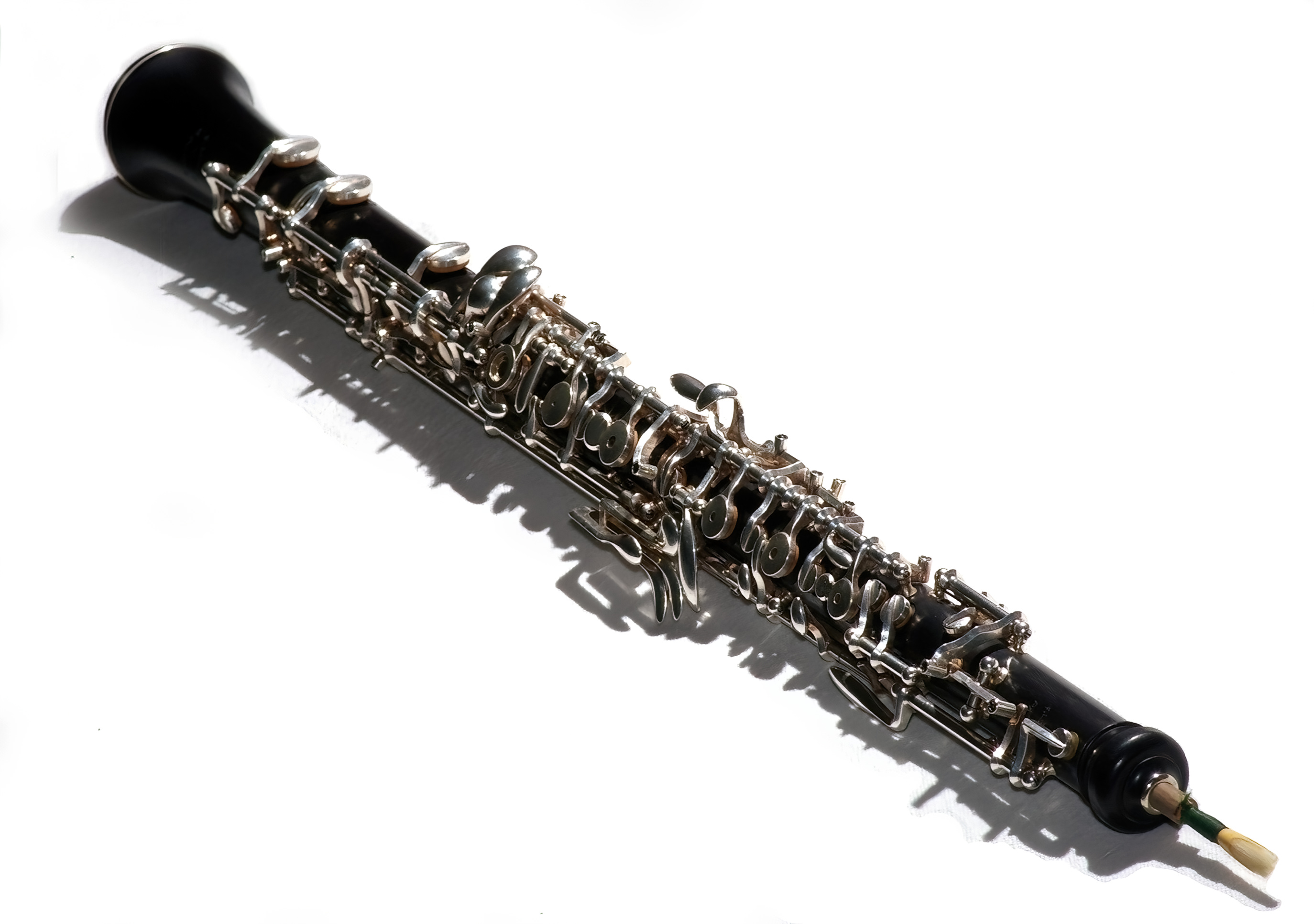
Hautbois moderne.

Le répertoire du hautbois réunit les œuvres musicales composées pour le hautbois au travers des époques. 
Le hautbois dans sa forme champêtre est un instrument qui remonte à l'antiquité. Son répertoire est très étendu.
À partir de 1650, les familles Hotteterre et Philidor, facteurs d'instruments, compositeurs, musiciens virtuoses, membres de la Musique de la Chambre & de la Grande Écurie du Roy, vont faire évoluer l'instrument, le divisant en trois parties (corps du haut, corps du bas et pavillon), affinant la perce, ajustant le trou des notes, ajoutant une clé de do grave en forme de W (permettant l'alternance de la position des mains) et une clé de mi . Abandonnant définitivement les « pirouettes » et les « capsules », ils imposent le contrôle de l'anche par les lèvres pour exprimer toutes les finesses du son (différence révolutionnaire avec tous les autres instruments de la famille). Ils sont considérés comme les créateurs du hautbois baroque.
Son emploi reculera dans la musique militaire avec l'avènement de la clarinette dès la fin du XVIIIe siècle.
La facture du hautbois évoluera tout au long du XIXe siècle dans la frénésie des inventions de ce siècle, notamment en aboutissant au modèle conservatoire.

## Panorama du répertoire

### Période baroque
- Antonio Vivaldi (1678-1741)
  - Douze concertos, opus 7 (es) (dix sont pour violon, deux pour hautbois).
- Tomaso Albinoni (1671-1751)
  - 12 Concerti a cinque (Albinoni).
- George Frideric Handel (1685-1759)
  - Sinfonia L'arrivée de la reine de Saba, Solomon (Haendel).
  - Concertos pour hautbois :
    - Concerto no 1 ;
    - Concerto no 2 ;
    - Concerto no 3.

  - Sonates pour hautbois.
  - Sonate pour hautbois en do mineur (HWV 366) (es)
- Jean-Sébastien Bach (1685-1750)
  - Concertos brandebourgeois no 1 et 2.
  - Concerto pour violon et hautbois.
- Georg Philipp Telemann (1681-1767)
  - Concertos et sonates pour hautbois.
- Alessandro Marcello (1669-1747)
  - Concerto en ré mineur.

### Période classique
- Domenico Cimarosa (1749-1801)
  - Concerto pour hautbois en do majeur (arrangé).
- Wolfgang Amadeus Mozart (1756-1791)
  - Concerto pour hautbois, K. 314.
  - Quatuor pour hautbois, K. 370.
- Joseph Haydn (1732-1809)
  - Concerto pour hautbois et cordes (es) en do majeur.
- Vincenzo Bellini (1801-1835)
  - Concerto en mi bémol majeur (arrangé).
- Ludwig August Lebrun (1752-1790)
  - Concertos no 1, 2, 3, 4, 5 et 6.

### Période romantique
- Robert Schumann (1810-1856)
  - Trois romances pour hautbois et piano.
- Richard Strauss (1864-1949)
  - Concerto pour hautbois.

### 20e siècle
- Camille Saint-Saëns (1835-1921)
  - Sonate pour hautbois et piano, op. 166 (1921).
- Benjamin Britten (1913-1976)
  - Six métamorphoses d'après Ovide, Variations temporelles, Deux pièces sur les insectes.
- Francis Poulenc (1899-1963)
  - Sonate pour hautbois et piano, op. 185 (1962).
- Henri Dutilleux (né en 1916)
  - Sonate pour hautbois et piano (1947).
- Carl Nielsen (1865-1931)
  - Deux fantaisies pour hautbois et piano.
- Luciano Berio (1925-2003)
  - Sequenza VII.
- Ralph Vaughan Williams (1872-1958)
  - Concerto pour hautbois et cordes.
  - Ten Blake Songs, pour hautbois et ténor (es).
- Bohuslav Martinu (1890-1959)
  - Concerto pour hautbois et cordes.
- Rutland Boughton (1878-1960)
  - Quatuor pour hautbois.
- Witold Lutoslawski (1913-1994)
  - Double concerto pour hautbois et harpe.
- Paul Hindemith (1895-1963)
  - Sonate pour hautbois et piano.
- Igor Stravinsky (1882-1971)
  - Pastorale (en) (transcrite en 1933 pour violon (hautbois) et quatuor à vent).

### 21e siècle
- John Williams
  - Concerto pour hautbois (2010-2011)

- Óscar Navarro
  - Legacy, concerto pour hautbois (2015).

## Traits d'orchestre
Le timbre unique du hautbois lui confère une place particulière à l'orchestre auprès des compositeurs. Il dispose de nombreux solos et de traits d'orchestre depuis la Renaissance,.